# Western & Southern Open 2020
Das Western & Southern Open 2020 ist der Name eines Tennisturniers der WTA Tour 2020 für Damen sowie eines Tennisturniers der ATP Tour 2020 für Herren, welche zeitgleich vom 21. bis 29. August 2020 aufgrund der COVID-19-Pandemie in diesem Jahr in New York City, und nicht wie sonst üblich in Mason, Ohio bei Cincinnati, stattfanden.

## Herren
→ Qualifikation: Western & Southern Open 2020/Herren/Qualifikation

## Damen
→ Qualifikation: Western & Southern Open 2020/Damen/Qualifikation